# Папужець китайський
Папужець китайський (Psittacula derbiana) — вид папугоподібних птахів родини Psittaculidae. Поширений в Південній Азії.

## Назва
Вид названо на честь 13-го графа Дербі.

## Поширення
Вид поширений на північному сході Індії (штати Аруначал-Прадеш, Ассам) та на півдні Китаю у провінціях Тибет, Сичуань і Юньнань. Населяє хвойні та змішані сосново-дубові ліси, альпійські зарості рододендрону та окультурені долини на висоті від 1250 до 4000 м.

## Опис
Птах завдовжки до 50 см. Обидві статі мають інтенсивне зелене забарвлення верхньої сторони тіла. Голова синювато-фіолетового кольору з чорною смугою, що тягнеться між очима над верхньою основою дзьоба. У дорослих самців верхня частина дзьоба яскраво-червона, у самиць — чорна, а нижня частина дзьоба чорна в обох статей. Широка чорна смуга на горлі відділяє фіолетову голову від також фіолетових грудей і живота. Окрім чорного верхнього дзьоба, самиці також відрізняються від дорослих самців значно блідішим забарвленням.

## Спосіб життя
Харчується насінням Pinus tabuliformis, тополі, ячменю та плодами дерев. Це сільськогосподарський шкідник, який часто знищує дозріваючі культури, включаючи кукурудзу. Ймовірно, він також харчується безхребетними, бруньками, листям та ягодами. Було помічено, що він розмножується в червні в південно-східному Тибеті і самки відкладають 2-4 яєць. Птах гніздиться в дуплах дерев, віддаючи перевагу Populus ciliata.